# 시그마인
시그마인(Sigmine)은 2024년 3월 19일 설립된 대한민국의 인공지능(AI) 스타트업으로, 창립자는 안대철이다. 본사는 경기도 오산시 한신대길 137 창업보육센터 9402에 위치하고 있다. 기업의 SNS 콘텐츠 제작 및 마케팅 업무를 자동화해주는 B2B SaaS 플랫폼을 제공하며, 주로 스레드, 인스타그램, 블로그 등을 비롯한 SNS 콘텐츠를 자동 생성 및 관리하는 서비스이다.

## 역사
2024년 3월 안대철이 창립했으며, 지난 해 국내 최대의 프롬프트 서비스인 포켓 프롬프트를 개발하여 출시했다. 2025년에는 CNT테크의 청년창업사관학교 정부지원사업 15기에 선정되어, AI 기반 마케팅 자동화 기술을 고도화하며 본격적인 사업 확장에 나섰다.

## 브랜드 아이덴티티
시그마인(Sigmine)은 정확성, 완성도, 합을 뜻하는 그리스 문자 Sigma(Σ)와 숨겨진 가치를 캐내는 뜻의 Mining의 합성어다. 즉, "최고의(Sigma) 직원을 발굴한다(Mining)"는 의미를 담고 있다.

### 슬로건
“Work Smarter, with your AI Employees!” (AI 직원과 함께 똑똑하게 일하세요.)

## 경영이념과 기업정신

### 미션(Mission)
"기업 내 반복적이고 비효율적인 업무를 AI로 자동화하여 사람들이 더 가치 있는 일에 집중할 수 있도록 돕는다."

### 비전(Vision)
기업에서 AI 직원 도입이 필수적인 업무 표준으로 자리 잡게 하여, 시그마인 없이는 기업 운영이 비효율적으로 느껴지는 환경을 조성하는 것이 목표이다.

### 핵심 가치(Core Value)
자동화를 향한 집착 (Obsession with Automation)
사람이 굳이 하지 않아도 되는 업무는 모두 AI가 처리하도록 적극적으로 추진한다.
자동화 가능한 업무를 지속적으로 발굴하고 즉시 해결책을 찾는다.

고객 성공 최우선 (Customer Success First)
고객이 AI를 활용하여 비용 절감, 생산성 향상, 수익 증대를 달성할 수 있도록 지원한다.
고객의 성과를 회사의 성과로 여기며, 고객과의 장기적이고 지속 가능한 파트너십을 추구한다.

AI와 인간의 협업 설계 (Design AI-Human Collaboration)
AI와 사람이 각자의 강점을 최대한 발휘할 수 있도록 업무 프로세스를 설계하고 지원한다.
인간이 창의적이고 전략적인 업무에 보다 집중할 수 있도록 돕는다.

## 주요 특징
• SNS 콘텐츠 자동 생성: 인스타그램, 스레드, 블로그 등 다양한 SNS 콘텐츠를 빠르게 생성 및 관리 가능하다.
• 콘텐츠 추천: 콘텐츠 제작에 어려움을 겪는 초보 사용자에게 주제를 추천해 효율적인 마케팅을 돕는다.
• 마케팅 보고서 자동화: AI가 데이터를 수집하고 분석하여 이해하기 쉬운 마케팅 보고서를 자동으로 제공한다.
• 곧 추가될 이미지 생성 기능: 텍스트 콘텐츠뿐만 아니라 시각 자료 제작까지 AI로 한 번에 가능하게 될 예정이다.
• 노코드 업무 자동화: 프로그래밍 지식이 없어도 직관적인 노코드 방식을 통해 업무 프로세스를 자동화할 수 있다.
• AI 교육 및 개발 서비스 제공: 기업 및 개인을 대상으로 AI 기술 교육과 맞춤형 AI 개발 서비스를 지원한다.
• GPT가 아닌 클로드(Claude) 기반의 LLM을 활용하여 자연스러운 문장을 생성하며, 사용자가 별도의 AI 지식 없이도 쉽게 이용할 수 있다.
시그마인은 GPT와의 차별점으로, AI 활용이 어렵고 복잡한 사용자도 쉽게 접근하여 효과적인 마케팅 활동이 가능하다는 직관성을 강조하고 있다.

## 여담
시그마인은 AI를 단순한 도구가 아니라 기업의 특성과 요구에 맞춘 '인재'로 인식하고 있으며, 최적의 AI 직원 발굴과 육성에 집중하고 있다.
경쟁사보다 빠르게 AI를 도입하고 활용하여 시장에서의 선도적인 지위를 선점할 수 있도록 기업들을 적극 지원하고 있다.